# Божидар Горажданин
Божидар Љубавић Горажданин , (Стари Влах) био је српски штампар. Познат је по томе што је 1519. године у цркви Светог Ђорђа у близини данашњег Новог Горажда, у цркви задужбини „великог војводе русага босанскога и кнеза дринског” херцега Стефана, отворио другy најстарију штампарију на Балкану, а прву на територији Републике Српске и Босне и Херцеговине.
Први управитељи те штампарије су били његови синови Теодор Љубавић и Ђорђе Љубавић. Божидар је послао синове у Венецију одакле су донијели опрему за рад штампарије, која је понијела назив Дринска штампарија, а у међувремену из манастира Милешева преселио у Сопотницу.
О Божидару Горажданину има мало података. Из богослужбене књиге Гораждански службаник сазнаје се да се у Милешеву доселио из Горажда, због чега се именује по завичајности - "Горажданин". Извјесно је да је потомак Вукосава Љубавића, угледног трговца и горажданског кнеза из средине 15. вијека.
Први пут његово име помиње се 26. новембра 1496. године у дубровачким службеним књигама. Из тих записа потврђује се чињеница да је Божидар Љубавић из Горажда био трговац и пословао у дијеловима Турске, али и Дубровника.
Народна библиотека у Новом Горажду носи име по Божидару Горажданину. Његов унук је Димитрије Љубавић.